# Bronisław Kopyciński
Bronisław Kopyciński (ur. 27 stycznia 1907 we Lwowie, zm. 22 listopada 2004) – polski inżynier budownictwa, wykładowca Politechniki Krakowskiej.

## Życiorys
Syn Aleksandra. Uczęszczał do czteroklasowej szkoły podstawowej w Tarnowie. W 1925 zdał maturę w Gimnazjum św. Jacka w Krakowie. W 1932 uzyskał dyplom ukończenia studiów na Wydziale Inżynierii Lądowej Politechniki Lwowskiej i pracował na tej uczelni jako starszy asystent. W 1934 opublikował w lwowskim „Życiu Technicznym” swoją pierwsza pracę naukową. Od 1934 mieszkał w Krakowie, gdzie w zarządzie miasta pracował jako statyk miejski.
Po wojnie pracował przy odbudowie zniszczonych budowli. W 1949 doktoryzował się na podstawie pracy „Udźwig belki żelbetowej w świetle nowych teorii” na Wydziale Inżynierii Lądowej i Wodnej Politechniki Krakowskiej. W 1952 został zastępcą profesora na tym wydziale. W 1953 został kierownikiem nowo utworzonej Katedry Budownictwa Żelbetowego na Wydziale Budownictwa Lądowego. W latach 1953–1956 dziekan Wydziału Budownictwa Lądowego. Od maja do października 1956 prorektor Politechniki. W październiku 1956 wybrany rektorem, funkcję tę sprawował przez trzy kadencje, do 1965. W 1957 został członkiem Komitetu Inżynierii Lądowej PAN. Radny miasta Krakowa (1958–1973). W latach 1961–1973 przewodniczący Komisji Architektury i Budownictwa.
7 października 1988 został uhonorowany tytułem doktora honoris causa Politechniki Krakowskiej. 
Został pochowany na cmentarzu Rakowickim w Krakowie (kwatera XXIB-12-5).

## Ordery i odznaczenia
- Krzyż Komandorski Orderu Odrodzenia Polski (20 lutego 1997)[3]
- Medal 10-lecia Polski Ludowej (15 stycznia 1955)[8]
- Medal im. prof. Stefana Kaufmana (nr 12) (2000)[9][10]
- Złota Odznaka „Za Pracę Społeczną dla miasta Krakowa” (25 lipca 1961)[11]